# Arciera lanuginosa
Arciera lanuginosa is een vlinder uit de familie tandvlinders (Notodontidae). De wetenschappelijke naam van deze soort is voor het eerst geldig gepubliceerd in 1917 door Rothschild.
De soort komt voor in tropisch Afrika.